# SN 2009ng
SN 2009ng – supernowa typu Ia odkryta 21 listopada 2009 roku w galaktyce A013728+2534. W momencie odkrycia miała maksymalną jasność 17,90m.